# Til Kiwe
Jan Heinrich Tilman Kiwe (geboren als Eduard Heinrich Kiefer), auch: Til Kiver oder Till Kiwe, (* 7. Juni 1910 in Aachen; † 30. November 1995 in München) war ein deutscher Schauspieler, Synchronsprecher und Drehbuchautor.

## Leben
Kiefer erhielt am Konservatorium in Aachen Gesangsunterricht und machte 1934 sein Abitur. Von 1934 bis 1937 studierte er in Köln und Baltimore Ethnologie. Bei Adolf Manz in Köln und am Studio of Dramatic Art in Baltimore ließ er sich als Schauspieler ausbilden.
Er nahm vor Ausbruch des Zweiten Weltkrieges mehrmals an Reisen in ferne Länder teil, darunter 1938 an einer Expedition nach Tibesti. Er war Kriegsteilnehmer in Afrika und bekam am 18. Mai 1943 als Hauptmann das Ritterkreuz des Eisernen Kreuzes verliehen.
Nach seiner Heimkehr aus der Gefangenschaft änderte er seinen Namen und debütierte 1946 in München als Schauspieler am Experimentiertheater „Die Spieler“. Kiwe agierte in München bis 1972 vor allem am Jungen Theater, an den Münchner Kammerspielen und am Bayerischen Staatsschauspiel. Zu seinen Rollen gehörten Ruprecht in Der zerbrochne Krug, Leander in Franz Grillparzers Des Meeres und der Liebe Wellen, Eilif in Mutter Courage, Jim in Die Glasmenagerie, John Rand in Gerhart Hauptmanns Schluck und Jau und Professor Higgins in Pygmalion. Zudem trat Kiwe in mehreren Heimatfilmen auf und verkörperte in Kriegsfilmen immer wieder Wehrmachtsoffiziere. So spielte er in Es geschah am 20. Juli den Adjutanten Graf Stauffenbergs, Werner von Haeften; in Bernhard Wickis Kriegsdrama Die Brücke in einer Nebenrolle einen in den letzten Kriegstagen überstürzt vor den heranrückenden Amerikanern flüchtenden Oberleutnant und Ritterkreuzträger. In Nacht fiel über Gotenhafen verkörpert er einen SS-Offizier. Im 2. Teil des Fernsehklassikers Am grünen Strand der Spree („Der General“) von Fritz Umgelter sah man ihn neben Wolfgang Büttner, Hans Pössenbacher und Anneli Granget als Major Illing bei einem Divisionsstab in Nordnorwegen stationiert.
Neben seiner intensiven Beschäftigung als Schauspieler fand Kiwe noch Zeit, als Ethnologe zu arbeiten. Er setzte seine Reisetätigkeit fort und kam 1953/54 in die Atacama-Wüste, auf die Osterinsel und in das Mato-Grosso-Plateau. Weitere Reisen führten ihn in den Sudan und erneut nach Tibesti. Er hielt seine Eindrücke für die UNESCO als Produzent und Regisseur in 17 Dokumentarfilmen fest, so unter anderem Wüste, Kupfer und die heilige Carmen; Menschen, Technik und moderne Waffen; Wege aus dem Dunkel; The Call of the Condor; Assuan und seine Folgen sowie Pealstring of the Gods.
Ab 1972 arbeitete Kiwe als Theaterregisseur und inszenierte unter anderem Der zerbrochne Krug, Pygmalion, Volpone und Finden Sie, dass Konstanze sich richtig verhält? von William Somerset Maugham. Seit 1956 war er im Fernsehen zu sehen und mimte unter anderem 1963 39 Folgen lang neben Josef Dahmen den Kommissar Peters in der Krimiserie Hafenpolizei. Er schrieb auch einige Drehbücher für das Fernsehen und den Film, darunter Auf den Wegen nach Rom (1959), Stahlschrank SG 3 (1966) und Flut über Polesine (1967).
Als Synchronsprecher lieh er Errol Flynn, David Niven, Douglas Fairbanks jr. oder Jean Marais seine Stimme und war zugleich Synchronbuchautor und Synchronregisseur. Er war verheiratet und Vater eines Sohnes und einer Tochter.
Til Kiwe starb im Alter von 85 Jahren in München. Auf dem Neuen Südfriedhof der Stadt fand er seine letzte Ruhestätte.

## Filmografie (Auswahl)
- 1949: Das goldene Edelweiß
- 1950: Wer fuhr den grauen Ford?
- 1951: Eva und der Frauenarzt
- 1951: Entscheidung vor Morgengrauen (Decision Before Dawn)
- 1954: Gefangene der Liebe
- 1955: Parole Heimat
- 1955: Der Schmied von St. Bartholomä
- 1955: Es geschah am 20. Juli
- 1956: Wo die alten Wälder rauschen
- 1956: Die Geierwally
- 1957: Saranno uomini
- 1957: Der Stern von Afrika
- 1958: Der Arzt von Stalingrad
- 1958: Auferstehung
- 1958: Der Schinderhannes
- 1959: Nacht fiel über Gotenhafen
- 1959: Rommel ruft Kairo
- 1959: Die Brücke
- 1959: Der Schatz vom Toplitzsee
- 1960: Am grünen Strand der Spree – 2. Teil
- 1961: Treibjagd
- 1961: Schiffer im Strom (Fernseh-Dreiteiler)
- 1961: Eins, zwei, drei (One, Two, Three)
- 1962: Der längste Tag (The Longest Day)
- 1963: Gesprengte Ketten (The Great Escape)
- 1963: Hafenpolizei (Serie)
- 1964: Die fünfte Kolonne – Episode: Eine Puppe für Klein-Helga
- 1964: Kommissar Freytag (Fernsehserie) – Episode Der Schatten
- 1964: Columbus – Bericht und Bildnis
- 1965: Gewagtes Spiel (Fernsehserie) – Episode: Das zweite Gesicht
- 1965: Der Nachtkurier meldet (Fernsehserie) – Episode Bauherr Norske will keine Babys
- 1966: Die rote Rosa
- 1966: Die seltsamen Methoden des Franz Josef Wanninger – Die Stute Flora
- 1967: Der Röhm-Putsch
- 1967: Flucht über die Ostsee
- 1968: König Richard II.
- 1968: Graf Yoster gibt sich die Ehre (Fernsehserie, Folge 11 Wie macht man einen Krimi?)
- 1968: Hannibal Brooks
- 1969: Stewardessen (Serie)
- 1969: Ehepaar sucht gleichgesinntes
- 1970–1971: Der Kurier der Kaiserin (zwei Folgen der TV-Serie)
- 1974: Die Akte Odessa (The Odessa File)
- 1975: Champagner aus dem Knobelbecher
- 1976: Der Adler ist gelandet (The Eagle Has Landed)
- 1978: Son of Hitler